# Casa Gaietà Vila
Casa Gaietà Vila és una obra d'Olot (Garrotxa) protegida com a bé cultural d'interès local.

## Descripció
Edifici de tres façanes, cada una de les quals té composició pròpia, destacant, a totes elles, l'exuberància decorativa i cromàtica. La del nord té una tribuna i és la més pobra en decoració. La de l'est té balcons amb arcs conopials. La del sud té una tribuna amb balcons a sobre. Els acabats de la casa imiten els castells medievals amb diferents elements. Tota ella està molt decorada, tant amb motius vegetals com amb ceràmica vidriada. Edifici d'habitatges i baixos comercials recentment restaurats, a la planta baixa trobem la llibreria "El Drac".